# تحصیل بهوانه
تحصیل بهوانه (به انگلیسی: Bhawana Tehsil) یک تحصیل در پاکستان است که در ناحیه چنیوت واقع شده‌است. تحصیل بهوانه ۴۰ کیلومتر مربع مساحت و ۶۵٬۰۰۰ نفر جمعیت دارد و ۱۵۷ متر بالاتر از سطح دریا واقع شده‌است.